# Walter Andreas Schwarz
Walter Andreas Schwarz, född 2 juni 1913 i Aschersleben i Harz, död 1 april 1992, var en tysk sångare, skrivare och kabaretist. Han deltog i Eurovision Song Contest 1956 med låten Im Wartesaal zum großen Glück för Västtyskland och slutade på andra plats (vilka även alla andra låtar gjorde, eftersom röstsystemet var sådant).